# Никола де ла Хайе
Никола де ла Хайе (Николь де ла Э; англ. Nicola de la Haie; ум. 20 ноября 1230) — наследственная кастелянша Линкольнского замка (должность, которую от её имени занимали двое мужей). В 1216 году была назначена королём Иоанном Безземельным шерифом Линкольншира, невзирая на женский пол. Никола дважды успешно руководила обороной Линкольнского замка — в 1191 и 1217 годах. Ей успешно удалось противостоять попыткам мужа своей внучки сместить себя с поста кастелянши. Только в 1226 году она отказалась от должности и остаток жизни провела в своём поместье Сватон в Линкольншире.

## Происхождение
Дочь Уильяма де ла Хайе и Матильды де Вернон. Никола происходила из англо-нормандского рода де ла Хайе (де ла Э). «Хроника Нормандии», основанная на «Романе о Роллоне», указывает среди участников Нормандского завоевания Англии «сеньора де ла Э» (фр. le sire de la Haye). Своё родовое прозвание он, вероятно, получил от нормандского поселения Ла-Э-дю-Пуи в Котантене. Его сын, Ранульф, был сенешалем Роберта, графа Мортена, единоутробного брата Вильгельма Завоевателя.
Роберт де ла Хайе (ум. ок. 1115), сын Ранульфа, женился на Мюриэль, внучке Колсвейна Линкольнского, благодаря чему получил одну из крупнейших феодальных бароний в Линкольншире и, вероятно, наследственную должность констебля замка Линкольн. Кроме того, он владел манором Халнакер в Суссексе. Его сын, Ричард де ла Хайе (ум. 1169), женился на Матильде, дочери Уильяма де Вернона. В этом браке родилось 3 дочери, однако сыновей у него не было.

## Биография
Никола была старшей из дочерей Ричарда де ла Хайе. Она родилась в 1150-е годы. После смерти отца она унаследовала его владения, а также наследственные должности кастеляна Линкольнского замка и шерифа Линкольншира. Она дважды выходила замуж. Её первый муж, Уильям Фиц-Эрне, умер в 1178 году, после чего она незадолго до 1185 года вышла замуж вторично — за Жерара де Канвиля. Оба её мужа последовательно владели от её имени её наследственными должностями.
Также Никола владела рядом поместий в Линкольншире. Одним из них был манор Сватон, который в 1219 году приносил ей ежегодный доход в 20 фунтов. Другими её владениями были Эшби, Биллингборо, Буллингтон, Демблби, Фолдингворт, Филлингем, Хорблинг, Хогсторп, Ингам, Инглби, Киркби Андервуд, Марстон, Ньютон, Пикворт, Райзехолм, Скауби, Спанби и Уиллоуби.
В 1189 году умер король Англии Генрих II Плантагенет. Чтобы получить от нового короля Ричарда I Львиное Сердце подтверждение прав на свои владения в Англии и Нормандии, Никола и Жерар отправились к нему в Барфлёр в Нормандии. После коронации Ричарда им пришлось заплатить в казну 700 марок за подтверждение нахождения в должностях шерифа Линкольнширского и кастеляна замка Линкольн.
В то время как Ричард I отправился в Третий крестовый поход, в Англии развернулась борьба за власть между принцем Джоном (будущим королём Иоанном Безземельным), братом Ричарда, и канцлером Уильямом де Лоншаном. Жерар в 1191 году поссорился с канцлером, который лишил его обоих должностей, и после отказа сдать замок посланная Лоншаном армия осадила Линкольн. В то время как муж Николы находился с принцем Джоном, она сама руководила обороной замка. Хотя у осаждающих было 30 рыцарей, 20 всадников и 300 пехотинцев, а также 40 взрывателей для подрыва стен, замок они захватить не смогли. Принц Джон потребовал от канцлера снять осаду под угрозой военного вмешательства. В итоге, Лоншан был вынужден пойти на переговоры. Он восстановил Жерара на его должностях, но затем отлучил от церкви. Когда в 1194 году вернулся Ричард I, он вновь сместил Жерара, который был верным сторонником принца Джона, с обеих должностей, а также конфисковал его владения. После уплаты штрафа в 2000 марок были возвращены его земли, но не должности. В это же время Николь была вынуждена заплатить 300 марок за право выдать замуж свою дочь, Матильду. Этот долг она выплачивала до 1212 года: хотя в 1200 году Иоанн Безземельный уменьшил его сумму, в 1201 году она ещё оставалась должна 20 фунтов, 40 марок и одну верховую лошадь.
Когда после смерти Ричарда I королём стал Иоанн Безземельный, ситуация для Жерара и Николы улучшилась. Её муж вновь получил Линкольн и должность шерифа Линкольншира. Известно, что у Николы были довольно тёплые отношения с новым королём. Существует рассказ, записанный 60 лет спустя, согласно которому в 1216 году уже овдовевшая Никола встречала приехавшего в Линкольн Иоанна Безземельного. Она вышла ему навстречу с ключами от замка в руке и сказала, что она уже достаточно преклонного возраста, чтобы оставаться на своей должности, король же ответил: «Моя возлюбленная Никола, я сделаю всё, чтобы ты сохранила замок до тех пор, пока я не прикажу иначе». 18 октября 1216 года за несколько часов до своей смерти Иоанн распорядился, чтобы Никола и Филипп Марк заняли пост шерифа Линкольншира.
В Англии в это время шла Первая баронская война. Мятежные бароны ещё при жизни Иоанна пригласили на английский трон французского принца Людовика (будущего короля Франции Людовика VIII). Линкольн имел достаточно важное стратегическое значение, поэтому в 1217 году армия, в составе который были как французы Людовика, которых возглавлял граф Томас дю Перш, так и мятежные бароны, осадили Линкольн. Хотя им удалось захватить город, но замок, обороной которого руководила Никола, удалось удержать до подхода подмоги. Один источник утверждает, что ей доверили замок «в обмен на деньги», после чего замок был освобождён, поскольку считалось бы «бесчестным не помочь столь храброй даме». «История Уильяма Маршала» сообщает, что до подхода роялистов, которых возглавлял Уильям Маршал, 1-й граф Пембрук, через тайные ходы в замок пробрался епископ Уинчестера Пьер де Рош, встретился с Николой и сообщил ей, что осада будет снята в скором времени. Узнав об этом, она продолжила оборонять замок, что позволило роялистам 20 мая разбить англо-французскую армию в битве при Линкольне — одним из двух решающих сражений, в результате которых принц Людовик был вынужден отказаться от претензий на английский престол. При этом после снятия осады город был разграблен.
Позже Николе пришлось столкнуться с претензиями на владение Линкольном со стороны Уильяма II Лонгспе, мужа её внучки Идонеи. Он неоднократно пытался сместить Николу, утверждая, что она слишком стара и некомпетентна, чтобы управлять замком. Однако успеха он не добился.
Только в 1226 году Никола отказалась от должности кастеляна Линкольнского замка и перебралась в своё поместье Сватон в Линкольншире. Там она и умерла 20 ноября 1230 года.

## Брак и дети
1-й муж: Уильям Фиц-Эрне (ум. 1178). Дети:
- дочь[12].

2-й муж: до 1185 Жерар де Канвиль (ум. 1214), кастелян Лестера, шериф Линкольншира. Дети:
- Ричард III де Канвиль (ум. после 12 февраля 1217)[13].
- дочь[13].